# ミズナ
ミズナ（水菜、学名: Brassica rapa var. nipposinica）は、アブラナ科の越年草。学名が示す通り、植物学的には、アブラナやカブなどと同種である。また、同種同変種にミブナがある。京都を中心に栽培されている漬け菜の一種。別名で、キョウナ（京菜）、ヒイラギナ（柊菜）、センスジナ（千筋菜）、センボンナ（千本菜）、センスジキョウナ（千筋京菜）、イトナ（糸菜）などがある。またキョウナを標準和名として用いている図鑑も多い。

## 名称と来歴
和名ミズナの名の由来は、堆肥などを使用せず、流水（清流）を畦間に引き入れて栽培するため「水菜」の名がある。江戸時代の『雍州府志』（貞享3年、1686年）に「水菜」として記載されていて、すでに京都西南部の東寺・九条付近で栽培されていた。もともとは京都で栽培され、鍋物や漬物にする京野菜であったが、現在では日本全国に「ミズナ」の名で知られるようになった。
関西地方では、発祥の地からキョウナ（京菜）ともよばれる。また、茎の分枝が多く葉も数百枚にも及ぶことからセンボンナ（千本菜）、センスジナ（千筋菜）などともよぶ。ほかにヒイラギナ（柊菜）などの別名もある。

## 形態

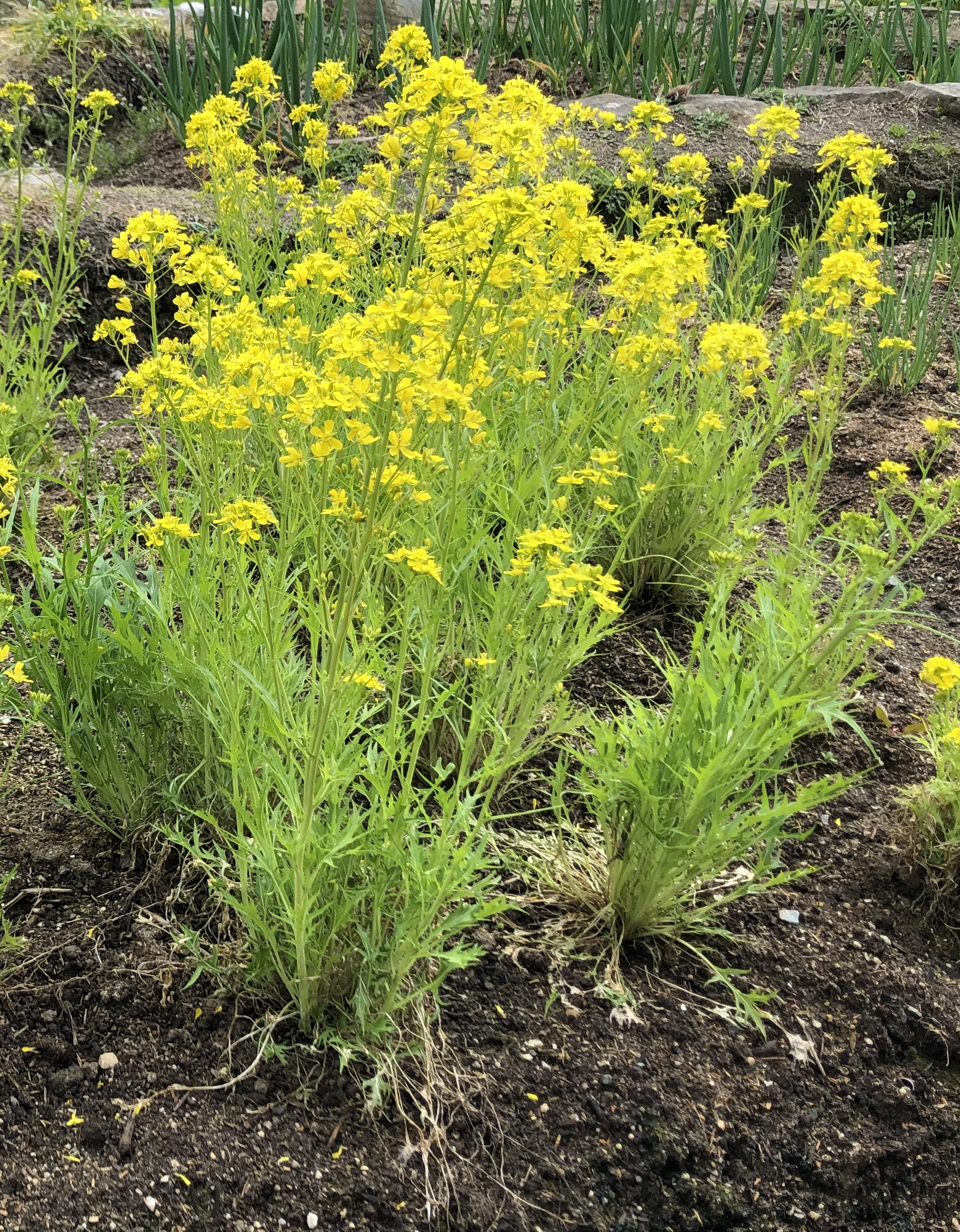
花を咲かせたミズナ

越冬して栽培する一年生植物で、微かに白粉を帯びる。根はあまり肥大せず、細い根葉を多数生じ、株の大きなものは、1株から500本以上もの葉が出る。形は狭い長形で多数の細かい鋭片に分裂した葉をつける。分蘖は旺盛で、濃緑色のギザギザした葉が何十枚にも分蘖する。葉茎の基部は耳状にならないが茎を抱く。花は萌黄色で直径1センチメートル (cm) 程度、4枚の花弁は十字花ではなく2枚ずつが近寄り矩形に近い。

## 主な種類
漬け菜の一群に水菜群（ミズナ群）があり、これには各地の水菜（京菜）や壬生菜（ミブナ）が含まれる。

### 各地の水菜
殆どが水耕栽培され、葉が細く細かい切れ込みがあり、茎はやや太めである。市場に出回る物は土汚れもほとんどなく、扱いが簡単。関西では、「千筋京水菜」という種類が多い。
ミズナの品種は関西系と関東系の二大系統に大別される。関西系品種は葉の切れ込みが深く、葉柄も細長く、収穫期にもほとんど株立ちしない。一方、関東系品種は葉の切れ込みが比較的浅く、葉柄も太く、収穫期には若干の株立ちの状態で収穫される。
葉数型（比較的に細葉で細軸）と葉重型として大別されることもあり、葉数型の品種に京みぞれ、早生はりはり、早生千筋京水菜など、葉重型の品種に白茎千筋京水菜や新磯子などがある。
関西系品種は主にサラダ用、関東系品種はもっぱら加熱調理で用いられるか漬物用とされている。
早生千筋京水菜などの品種はサラダミズナとして販売されている。サラダミズナは水耕栽培で長さ10 - 15 cmと小さく育てられたミズナである。サラダやスープの具に向いている。
伝統的な京野菜であるが、京都府での生産量は全体の一割に届かず、全体の3分の1が茨城県で生産されている。京野菜として農地で栽培されたものは、株が大きく、葉が株元から1000本近くも出ていて、葉がかためのため漬物用に使われることが多い。
晩生種京水菜（別名：京菜）は、京都でつくられる晩生種のミズナで、大きな株に育ち、葉の緑色が濃く茎が太いのが特徴である。品種では白茎千筋京水菜などが含まれる。

### 壬生菜
ミズナの変種で、葉は切れ込みがなくへら形をしていて、香りと風味がある。京壬生菜（きょうみぶな）ともよばれる。名の由来は、京都の壬生寺付近で栽培されていたことから。ほんのり辛味があるのが特徴。漬物や煮物に向く。

## 栽培
ホウレンソウやコマツナのように子株を育てる方法と、ハクサイのように大株に育てる方法がある。小株は秋に種をまいて冬に間引き菜を収穫しながら育てる。京都付近では秋に苗床に播種し、晩秋畑に定植して管理する。栽培適温は15 - 30度とされるが、耐寒性が強いという特徴をもつ。連作は不可で、同じアブラナ科作物を2年以上作っていない畑で、堆肥をたくさんすき込んだ土で育てる。輪作年限は1 - 2年とされる。また、水耕栽培も行うこともできる。
畑に畝を作り、株の間隔を30センチメートル (cm) ほどとって、1か所に5 - 6粒ほど種を点まきし、種が隠れる程度に軽く覆土する。乾燥を防ぐため、畝にはマルチングを施すとよい。大株で育てていくときは、株間を30 cmほどとる。育苗してから畑に植え付ける方法でもよく、苗の本葉4 - 5枚になったころに定植する。種まきから1か月ほどたつと、株の葉の高さは20 - 30 cmほどになり、込み合ったところから順次間引きながら収穫していく。1か所を1株にして、10日に1度ほど液肥やぼかし肥などで追肥を行っていくと大株に育ち、1株で4キログラム (kg) 、葉が500本にもなる。早生種のミズナは、種まきから30 - 35日ほどで収穫できる。
近畿地方を中心とする地域で、古くから常用されてきた葉野菜であるが、近年では関東地方以北など、全国的に普及してきている。農林水産省のまとめた平成30年度野菜生産出荷統計によると、水菜の年間出荷量第1位は茨城県の19,700tとなっている。これは第2位の福岡県（3,080t）、第3位の京都府（2,000t）と比べても圧倒的である。

## 利用

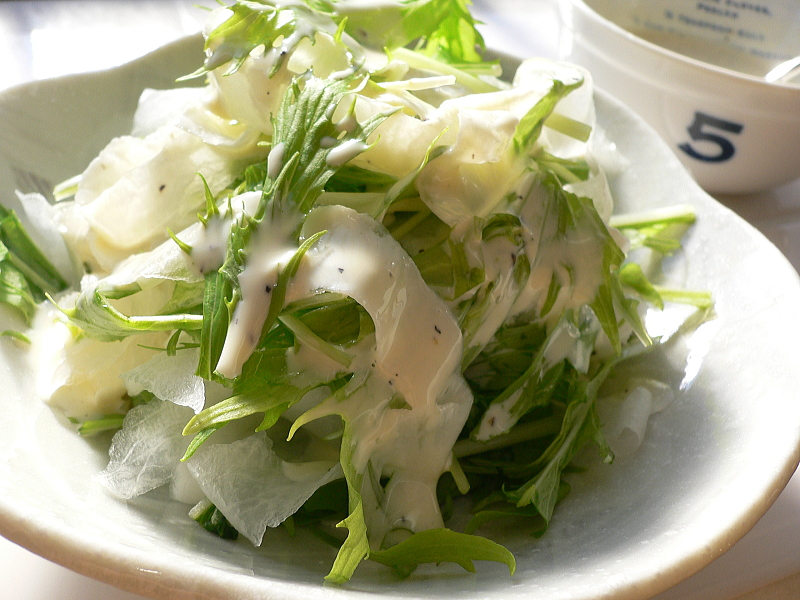
水菜と大根のサラダ

茎葉が食用に利用される。食材としての旬は晩秋から冬の11月 - 3月で、葉が淡い緑色で張りがあるものが市場価値のある良品とされる。
独特の芳香と繊維分をもつ。ビタミンA、ビタミンC、カルシウムが多く含まれている。コマツナやチンゲンサイ等と並び、カルシウム摂取に効果的な野菜の代表例としてしばしば挙げられる。
歯触りの良い食感が良く、味に癖がないため様々な料理に幅広く使われる。煮食が多く、はりはり鍋や鯨の水炊きといった鍋物、煮物、サラダ、和え物、漬物にも使われる。調理の下ごしらえは、長さを揃えてざく切りにして使うのが一般的で、独特のシャキシャキした食感を損なわないため、火を通しすぎないように調理する。

### 栄養価
ミズナはβ-カロテン、ビタミンC、ビタミンE、ミネラルが豊富に含まれるのが特徴で、カリウム、カルシウム、ビタミンB群、鉄などもバランスよく含まれている。ビタミンEは老化防止の効果、β-カロテンとビタミンCは抗酸化作用が期待されている栄養素である。ミズナ特有のポリフェノールは、肌の新陳代謝を促して、肌を健康に保つ働きがあるともいわれている。

### 保存
保存する場合は、乾燥を嫌うことから、軽く濡らしたペーパータオルなどで包みポリ袋に入れて乾燥を防ぎ、冷蔵保存する。ただし日持ちしないため、できるかぎり早く使い切るようにする。